# عشب الربيع الهورشفيلدي
عشب الربيع الهورشفيلدي (الاسم العلمي:Anthoxanthum horsfieldii) هو نوع من النباتات يتبع جنس عشب الربيع من الفصيلة النجيلية.